# Tokizawa Satoshi
Tokizawa Satoshi (常澤 聡 Tokizawa Satoshi, sinh ngày 31 tháng 7 năm 1985 ở Gunma) là một cầu thủ bóng đá người Nhật Bản hiện tại thi đấu cho F.C. Gifu.

## Thống kê sự nghiệp câu lạc bộ
Cập nhật đến ngày 23 tháng 2 năm 2016.
| Thành tích câu lạc bộ | Thành tích câu lạc bộ | Thành tích câu lạc bộ | Giải vô địch | Giải vô địch | Cúp                   | Cúp                   | Cúp Liên đoàn | Cúp Liên đoàn | Châu lục | Châu lục  | Tổng cộng | Tổng cộng |
| Mùa giải              | Câu lạc bộ            | Giải vô địch          | Số trận      | Bàn thắng    | Số trận               | Bàn thắng             | Số trận       | Bàn thắng     | Số trận  | Bàn thắng | Số trận   | Bàn thắng |
| Nhật Bản              | Nhật Bản              | Nhật Bản              | Giải vô địch | Giải vô địch | Cúp Hoàng đế Nhật Bản | Cúp Hoàng đế Nhật Bản | Cúp Liên đoàn | Cúp Liên đoàn | AFC      | AFC       | Tổng cộng | Tổng cộng |
| --------------------- | --------------------- | --------------------- | ------------ | ------------ | --------------------- | --------------------- | ------------- | ------------- | -------- | --------- | --------- | --------- |
| 2004                  | Tokyo Verdy 1969      | J1 League             | 0            | 0            | 0                     | 0                     | 0             | 0             | -        | -         | 0         | 0         |
| 2005                  | Tokyo Verdy 1969      | J1 League             | 0            | 0            | 0                     | 0                     | 0             | 0             | -        | -         | 0         | 0         |
| 2006                  | Tokyo Verdy 1969      | J2 League             | 0            | 0            | 0                     | 0                     | -             | -             | 0        | 0         | 0         | 0         |
| 2007                  | Thespa Kusatsu        | J2 League             | 0            | 0            | 0                     | 0                     | -             | -             | -        | -         | 0         | 0         |
| 2008                  | Thespa Kusatsu        | J2 League             | 1            | 0            | 0                     | 0                     | -             | -             | -        | -         | 1         | 0         |
| 2009                  | Thespa Kusatsu        | J2 League             | 16           | 0            | 2                     | 0                     | -             | -             | -        | -         | 18        | 0         |
| 2010                  | Thespa Kusatsu        | J2 League             | 27           | 0            | 1                     | 0                     | -             | -             | -        | -         | 28        | 0         |
| 2011                  | F.C. Tokyo            | J2 League             | 0            | 0            | 0                     | 0                     | -             | -             | -        | -         | 0         | 0         |
| 2012                  | F.C. Tokyo            | J1 League             | 0            | 0            | 0                     | 0                     | 0             | 0             | -        | -         | 0         | 0         |
| 2013                  | Montedio Yamagata     | J2 League             | 35           | 0            | 0                     | 0                     | -             | -             | -        | -         | 38        | 0         |
| 2014                  | Montedio Yamagata     | J2 League             | 0            | 0            | 0                     | 0                     | -             | -             | -        | -         | 0         | 0         |
| 2015                  | FC Gifu               | J2 League             | 18           | 0            | 1                     | 0                     | -             | -             | -        | -         | 19        | 0         |
| Tổng cộng sự nghiệp   | Tổng cộng sự nghiệp   | Tổng cộng sự nghiệp   | 97           | 0            | 7                     | 0                     | 0             | 0             | 0        | 0         | 104       | 0         |